# بیرکهولتس
بیرکهولتس (به آلمانی: Birkholz) یک منطقهٔ مسکونی در آلمان است که در تانگرهوته واقع شده‌است. بیرکهولتس ۳۹۸ نفر جمعیت دارد.